# Phasmophobia
Phasmophobia — інді-гра в жанрі survival horror, розроблена та опублікована Kinetic Games. Гра з'явилась у ранньому доступі у Steam для Windows у вересні 2020 року із підтримкою віртуальної реальності. Наступного місяця гра отримала популярність завдяки тому, що в неї грали багато відомих стримерів Twitch та YouTube, в основному під час Геловіна. Станом на 15 жовтня 2020 року гра стала шостою за популярністю на Twitch і найбільш продаваною у Steam у всьому світі.

## Ігровий процес
Гравець управляє одним членом із групи до чотирьох гравців — міських мисливців на привидів, які мають розібратися з привидами, що населяють різні покинуті об'єкти, такі як житлові будинки, школи, в'язниці та лікарні. У грі представлено 24 різновидів привидів, кожен з яких має унікальну поведінку. Для того, щоб дізнатись, з яким типом привидів гравці зіткнулися, їм треба зібрати докази про нього. Кінцева мета гри — не перемогти привидів, а зібрати про них достатньо інформації, за що в кінці місії гравці отримують зарплату. Гравці спілкуються за допомогою голосового чату, який привид чує і реагує на нього. Гравці можуть використовувати різне обладнання для полегшення, наприклад УФ-ліхтарики, термометри, зчитувачі ЕМП, камери відеоспостереження, розп'яття та дошки Віджа. Ці інструменти можуть бути використані для різних засобів, таких як спілкування, розслідування, захист та збір доказів.

## Розробка і випуск

### Розробка
Вперше гра з'явилась 6 березня 2020 року, коли її сторінка Steam стала доступною. Через 3 місяці був опублікований трейлер, який повідомив про додаткову підтримку VR та дату випуску для раннього доступу. 18 вересня 2020 року гра вийшла в ранньому доступі. Після випуску гра отримала два основних оновлення з виправленням помилок протягом наступного тижня. Dknighter, засновник і єдиний член Kinetic Games, заявив, що сподівається випустити повну гру десь у 2021 році. Однією з цілей розробника є підтримка Oculus Quest для гри. Під час розробки після у однією з основних цілей оновлень було покращення ШІ привидів, що робить їх розумнішими та менш передбачуваними, а отже, додає складності. За даними Kinetic Games, наразі не планується підтримка гри на PlayStation.

### Популярність
Незважаючи на те, що перша версія вийшла приблизно в середині вересня, її популярність почала набирати обертів приблизно на початку жовтня, коли в неї грали багато відомих стримерів, таких як PewDiePie, xQc, Pokimane, Jacksepticeye, Sodapoppin та Markiplier. Це, мабуть, було пов'язано з тим, що гра стала доступною на початку сезону Геловіна, а також за через початок другої хвилі пандемії COVID-19, через яку багато людей залишаються вдома.
На Twitch популярність гри зросла в геометричній прогресії і навіть потрапила в топ-5 в середині жовтня, обігнавши такі ігри, як Among Us, Fortnite Battle Royale, FIFA 21 та Genshin Impact. За даними онлайн-трекера гравців GitHyp, гра досягла піку в понад 86 000 активних гравців приблизно 10 жовтня. До кінця 18 жовтня 2020 року вона стала найбільш продаваною грою цього тижня у Steam, навіть обігнавши Fall Guys та попередні замовлення на Cyberpunk 2077.